# Tigava
Tigava is een geslacht van wantsen uit de familie van de Tingidae (Netwantsen). Het geslacht werd voor het eerst wetenschappelijk beschreven door Carl Stål in 1858.

## Soorten
Het genus bevat de volgende soorten:

- Tigava annonae Drake & Hambleton, 1938
- Tigava bombacis Drake & Poor, 1938
- Tigava brevicollis Monte, 1944
- Tigava ceibae Drake & Poor, 1938
- Tigava convexicollis Champion, 1897
- Tigava corumbiana Drake, 1942
- Tigava ferruginea Monte, 1940
- Tigava gracilis Monte, 1940
- Tigava graminis Drake & Poor, 1938
- Tigava hambletoni Drake, 1948
- Tigava notabilis Drake, 1922
- Tigava praecellens Stål, 1858
- Tigava pulchella Champion, 1897
- Tigava seibae Drake & Poor, 1938
- Tigava semota Drake, 1931
- Tigava spatula Monte, 1945
- Tigava tingoana Drake, 1948